# Carpobrotus acinaciformis
Carpobrotus acinaciformis là một loài thực vật có hoa trong họ Phiên hạnh. Loài này được (L.) L.Bolus mô tả khoa học đầu tiên năm 1927.